# Pongamiopsis
Pongamiopsis là một chi rau đậu thuộc họ Fabaceae bản địa của Madagascar.

## Species ofPongamiopsis
- Pongamiopsis amygdalina
- Pongamiopsis pervilleana
- Pongamiopsis viguieri
- Pongamiopsis cloiselli